# Corona de cuervo

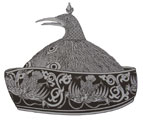
Corona de cuervo usada por los reyes dragones de Bután.

La Corona de cuervo (Dzongkha: དབུ་ཞྭ་བྱ་རོག་ཅན་; Wylie: dbu-zhva bya-rog-can) es usado por los reyes de Bután. Es un sombrero rematado por la cabeza de un cuervo.

## Historia
La monarquía hereditaria de la dinastía Wangchuck en el estado independiente del Himalaya de Bután se estableció en 1907. El primer rey de la dinastía Wangchuck, Gongsar Ugyen Wangchuck (1862–1926), fue una figura carismática que llegó al poder en un contexto incesante de complejos combates en ese caótico estado guerrero. Adoptó como único símbolo de su autoridad una corona de raso y seda coronada por un cuervo. El ave representa una forma de Mahakala, la deidad guardiana de Bután. El prototipo de la Corona de Cuervo se diseñó como un casco de batalla para su padre, Jigme Namgyel (1825–1881), 48.º Druk Desi de Bután y 10º Penlop de Trongsa. Conocido como el Regente Negro, lo había usado en luchas sangrientas contra sus muchos rivales dentro del país y contra los británicos que intentaron, sin éxito, someterlo.
La historia del ascenso y el triunfo de la dinastía Wangchuck pasa de una imagen de la confusión y el caos a una de paz y estabilidad relativas.
La Corona de cuervo de hoy es la corona oficial que usan los reyes de Bután. El cuervo es el ave nacional de Bután. El cuervo es conocido localmente como Jaroq. Hubo un tiempo en que fue un crimen capital matar a un cuervo en el país.
La Druk Gyaltsuen por su parte luce la Corona de fénix.

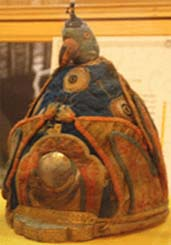
Primer prototipo de la Corona de cuervo en forma de casco.
Representación ilustrativa de la Corona de cuervo.
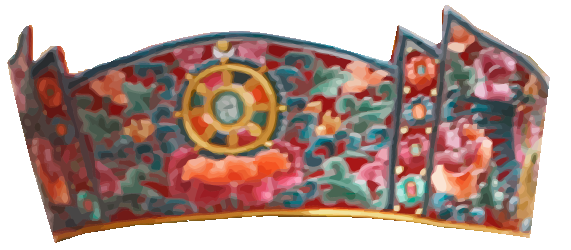
Corona de fénix usada por las reinas dragones de Bután.